# 張文宏
張 文宏（ちょう ぶんこう、1969年8月27日 - ）は、中華人民共和国の医師。専攻は結核、肝炎、感染症。現職は復旦大学附属華山医院感染科主任、教授、博士課程の指導者、SARSコロナウイルス2の発生状況上海医療救治専家組組長、上海市肝臓病研究所副所長、上海感染症学会主任委員、中華医学会感染症学分会常務委員。中国共産党党員、党支部書記。

## 経歴
1969年8月27日、浙江省温州専区瑞安県で生まれる。1987年、浙江省瑞安中学校を卒業後、上海医科大学（現在の復旦大学上海医学院）の臨床医学科に入学した。1993年、上海医科大学を卒業した後、華山医院感染科に入った。1997年に中国共産党入党。香港大学、ハーバード大学医学大学院、シカゴ州立大学微生物学部で訪問学者及び博士研究員の仕事をしている。2020年11月30日、上海市伝染病と生物安全応急応答重点実験室が設立され、張文宏は主任を担当した。

## 著作
- (中国語) 『張文宏教授支招防控新型冠状病毒』. 上海市: 上海科学技術出版社. (2020). p. 51. ISBN 9787547847862